# Rallus limicola
El rascón de Virginia o rascón limícola (Rallus limicola) es una especie de ave gruiforme de la familia Rallidae. Es nativo de Bahamas, Canadá, Colombia, Cuba, Ecuador, Guatemala, México, Perú, Puerto Rico, San Pedro y Miquelón, Estados Unidos y ocurre ocasionalmente en las Bermudas y Groenlandia.  Su hábitat consiste de humedales, como pantanos y ciénagas.

## Subespecies
Se distinguen las siguientes subespecies:
- Rallus limicola aequatorialis Sharpe, 1894
- Rallus limicola friedmanni Dickerman, 1966
- Rallus limicola limicola Vieillot, 1819
- Rallus limicola meyerdeschauenseei Fjeldsa, 1990